# Nordic Futsal Cup
La Nordic Futsal Cup – nota anche come Nordisk Futsal Cup o Nordisk Mesterskapet – è una competizione internazionale amichevole di calcio a 5 riservata alle Nazionali dei paesi nordici.
Inaugurata nel 2013, ha visto le partecipazioni di Danimarca, Finlandia, Norvegia e Svezia. Da quell'anno in poi, fatta eccezione per il 2015 in cui non si è disputata, la Nordic Futsal Cup si è svolta con cadenza annuale, a cavallo tra i mesi di novembre e dicembre.

## Albo d'oro
| Anno          | Ospitante                             | Partecipanti                          | Partecipanti                          | Partecipanti                          | Partecipanti                          | Partecipanti                          | Numero di squadre                     |                                       |
| Anno          | Ospitante                             | Vincitore                             | 2º posto                              | 3º posto                              | 4º posto                              | 5º posto                              | Numero di squadre                     |                                       |
| ------------- | ------------------------------------- | ------------------------------------- | ------------------------------------- | ------------------------------------- | ------------------------------------- | ------------------------------------- | ------------------------------------- | ------------------------------------- |
| 2013 Dettagli | Danimarca                             | Svezia                                | Norvegia                              | Finlandia                             | Danimarca                             |                                       | 4                                     |                                       |
| 2014 Dettagli | Finlandia                             | Finlandia                             | Norvegia                              | Svezia                                | Danimarca                             |                                       | 4                                     |                                       |
| 2015          | Edizione non disputata.               | Edizione non disputata.               | Edizione non disputata.               | Edizione non disputata.               | Edizione non disputata.               | Edizione non disputata.               | Edizione non disputata.               | Edizione non disputata.               |
| 2016 Dettagli | Svezia                                | Finlandia                             | Svezia                                | Danimarca                             | Norvegia                              | Groenlandia                           | 5                                     |                                       |
| 2017 Dettagli | Norvegia                              | Finlandia                             | Danimarca                             | Norvegia                              | Svezia                                | Groenlandia                           | 5                                     |                                       |
| 2018 Dettagli | Danimarca                             | Finlandia                             | Svezia                                | Danimarca                             | Norvegia                              | Groenlandia                           | 5                                     |                                       |
| 2019          | Finlandia                             | Finlandia                             | Norvegia                              | Svezia                                | Groenlandia                           | Danimarca                             | 5                                     |                                       |
| 2020          | Edizione non disputata causa covid 19 | Edizione non disputata causa covid 19 | Edizione non disputata causa covid 19 | Edizione non disputata causa covid 19 | Edizione non disputata causa covid 19 | Edizione non disputata causa covid 19 | Edizione non disputata causa covid 19 | Edizione non disputata causa covid 19 |
| 2021          | Norvegia                              | Norvegia                              | Svezia                                | Danimarca                             | Groenlandia                           |                                       | 4                                     |                                       |